# Доли Медисон
Доли Пејн Тод Медисон (енгл. Dolley Payne Todd Madison; Округ Гилфорд, 20. мај 1768 — Северна Каролина, 12. јул 1849) била је прва дама Сједињених Држава супруга петог председника Сједињених Држава Џејмса Медисона у периоду од 1809 – 1817. године. Била је примећена због својих друштвених активности и хуманитарности, што је повећало популарност њеног супруга као председника. На тај начин, учинила је много да дефинише улогу прве даме Сједињених Држава, док су њене претходнице биле углавном познате само као супруге председника државе.
Поред разних добротворних активности, Доли је такође финансијски помогла да се уреди новоизграђена Бела кућа. Заслужна је за спашавање портрета Џорџа Вашингтона, током спаљивања Беле куће од стране Британаца, 1814. године. Након смрти првог мужа Џона Тода живела је у сиромаштву и преживљавала тако што је продавала папир.

## Младост
Рођена је 20. маја 1768. године у Северној Каролини у квекерској породици у округу Гилфорду, од мајке Мери Кол Пејн и оца Џона Пејна, који су били из Вирџиније, а у Северну Каролину дошли су 1765. године. Њена мајка Мери Кол квекерка, удала се за њеног оца који није био квекер, 1761. године. Три године касније и њен отац је постао квекер у округу Хановер у Вирџинији, где су живела родитељи од његове супруге.
Године 1769. породица Пејн се вратила у Вирџинију, где је Доли одрасла и била је доста везана за породицу њене мајке. Имала је три сестре : Луси, Ану и Мери и четири брата : Валтера, Темпла, Исака и Џона.
Године 1783. за време Америчког грађанског рата, Џон Пејн је еманциповао своје робове као и бројни други робовласници на југу земље.
Доли се са својим породицом преселила у Пенсилванију, где је њен отац ушао у посао као трговац шећером, али је бизнис пропао 1879. године, а он преминуо у октобру 1792. године. Долина мајка Мери Пејн је једва преживљава са својом децом, да би се након тога преселила у западну Вирџинију са ћерком Луси и њеним супругом.

## Брак и породица
У јануару 1790. године, Доли Пејн се удала за Џона Тода, квекерског адвоката из Филаделфије. Из брака са њим, Доли је имала два сина, Џона Пејна и Вилијама Темпа (рођеног 4. јула 1793.).
У августу 1783. године, епидемија жуте грознице почела је у Филаделфији, где је 5.019 људи изгубило живот, за четири месеца,, укључујући и Долијевог мужа, Џона Тода и њиховог тромесечног сина Вилијама Темпла, 24. октобра 1793. године, као и родитеље њеног мужа. До средине септембра 20.000 људи је напустило град. У доби од 25 година Доли Тод је остала удовица.

## Други брак
Доли Тод и Џејмс Медисон, који је био представљени човек Вирџиније у Представнички дому Сједињених Америчких Држава срео је Доли на неком од друштвених догађаја, након чега су почели да се забављају. Венчали су се 15. септембра 1794. године и живели у Филаделфији наредне три године.
Након осам година у представничком дому, Џејмс Медисон се повукао из политике. Заједно са својом породицом вратио се у Оринџ, где су живели на његовом породичном имању.
Након што је Томас Џеферсон изабран за трећег председника Сједињених Држава 1800. године, позвао је Медисона да буде државни секретар. Џејмс Медисон је прихватио ту фунцкију и заједно са Доли и децом преселио се у Вашингтон. Изнајмили су велику кућу у којој су често приређивали пријеме и забаве.

## Живот у Вашингтону 1801—1817
Доли Медисон радила је са Бенџамин Хенри Латробом на опремању Беле куће, прве званичне резиденције председника. Била је позната по својим друштвеним хуманитарним радовима и гостопримству, а допринела је и популарности њеног супруга. Једина је прва дама која је добила почасно место у Конгресу и прва жена у Сједињеним Државама која се служила телеграфом.

Током британског напада на Сједињене Државе, 1814. године нападнута је и запаљена Бела кућа. Заслужна је за спашавање портрета Џорџа Вашингтона, током спаљивања Беле куће. Због тог подвига, постала је хероина и веома популарна у народу. Током рата из Вашингтона одбегла је у Вирџинију, а тек након одласка Британаца, вратила се у Вашингтон.

## Живот у Монтпилијеру 1817—1837
6. априла 1817. године, непосредно пре пензионисања и повлачења са функције председника Сједињених Држава, односно фунцкије прве даме Сједињених Држава, Доли и Џејмс Медисон, отишли су да живе у Монтпилијеру.
Њихов син Пејн Тод, који никад није радио, отишао је у дужнички затвор, а Медисонови су продали земљу у Кентакију и узели пола новца зараде са плантаже у Монтпилијеру како би платили његове дугове.
Џејмс Медисон је преминуо у Монтеплијеру, 28. јуна 1836. године. Неколико година након смрти супруга, Доли је скупила све његове списе и белешке и копирала их у књигу коју је продала за 55.000 долара Конресу.

## Смрт
Доли Медисон преминула је у њеном дому у Вашингтону, 12. јула 1849. године у 81. години живота. Сахрањена је на Конгресном гробљу, да би се касније њени посмртни остаци пренели у гробље у Монтеплијеру, где је сахрањена поред свог супруга.